# Passió

Mikófalvai Passió - 1922

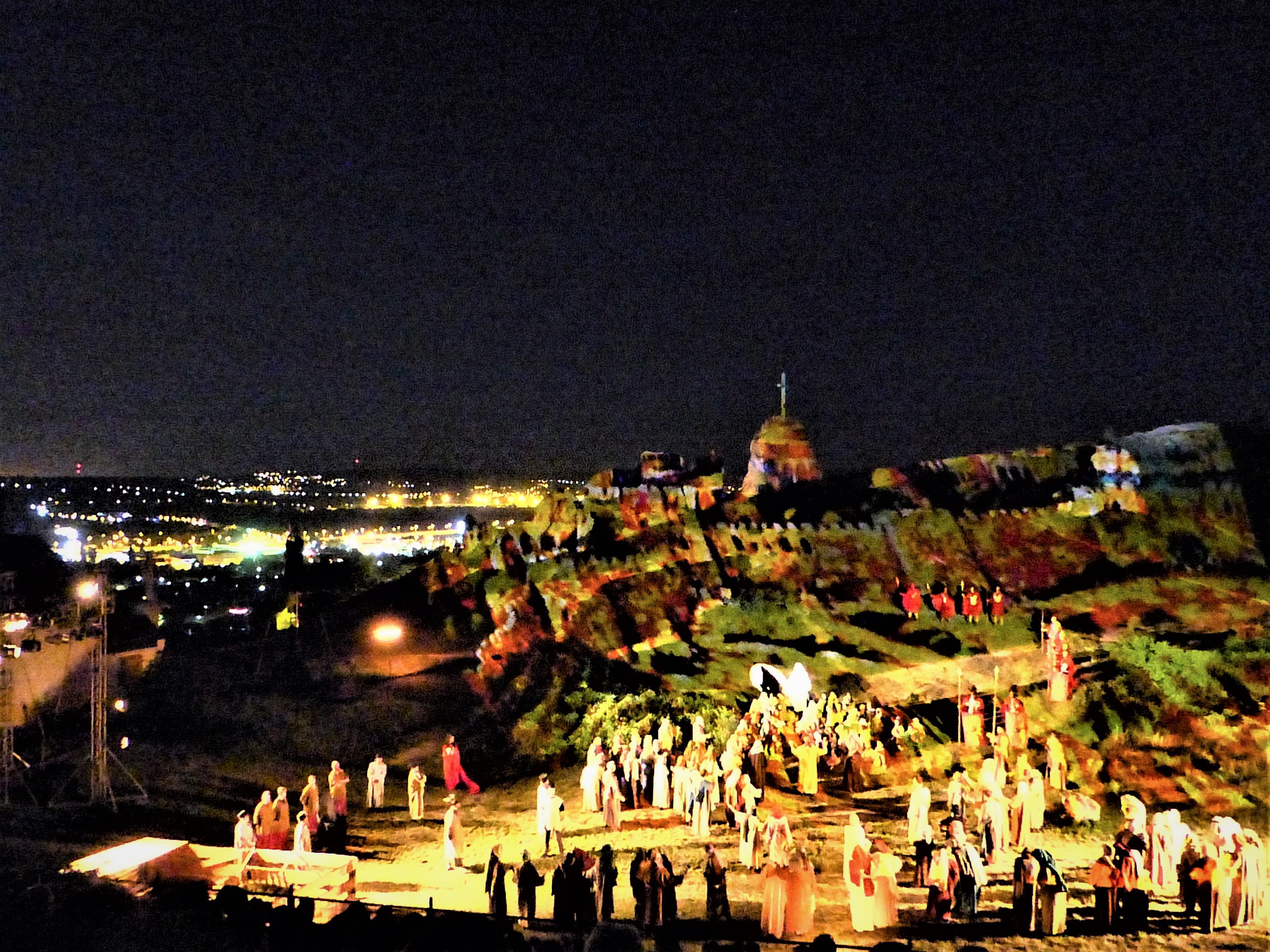
Budaörsi Passió - 2018

A passió olyan sajátos tárgyú oratórium, amely Krisztus szenvedésének történetét beszéli el (lat. passio = szenvedés), evangéliumi szöveggel. Első nagy mestere a német Heinrich Schütz, betetőzője Johann Sebastian Bach: János és Máté evangéliuma alapján írt két passiója a műfaj csúcsának számít.
Az első magyarországi passiójátékot Fejős Pál rendezte a Heves vármegyei Mikófalván, 1922-ben. A szereplők mikófalvaiak voltak, de fővárosi színészek is segítettek. A nézőtéren ötezren fértek el, a szereplőgárda pedig kétszáz fős volt, nem számítva a négyszáz tagú énekkart. 1922 áldozócsütörtökétől szeptember 17-ig huszonöt előadáson mintegy huszonötezer ember látta a Passiót. Mikófalván a templomban két falfestmény őrzi a passió emlékét: az utolsó vacsora és a Golgota hátterében a Bél-kő csúcsa magasodik.

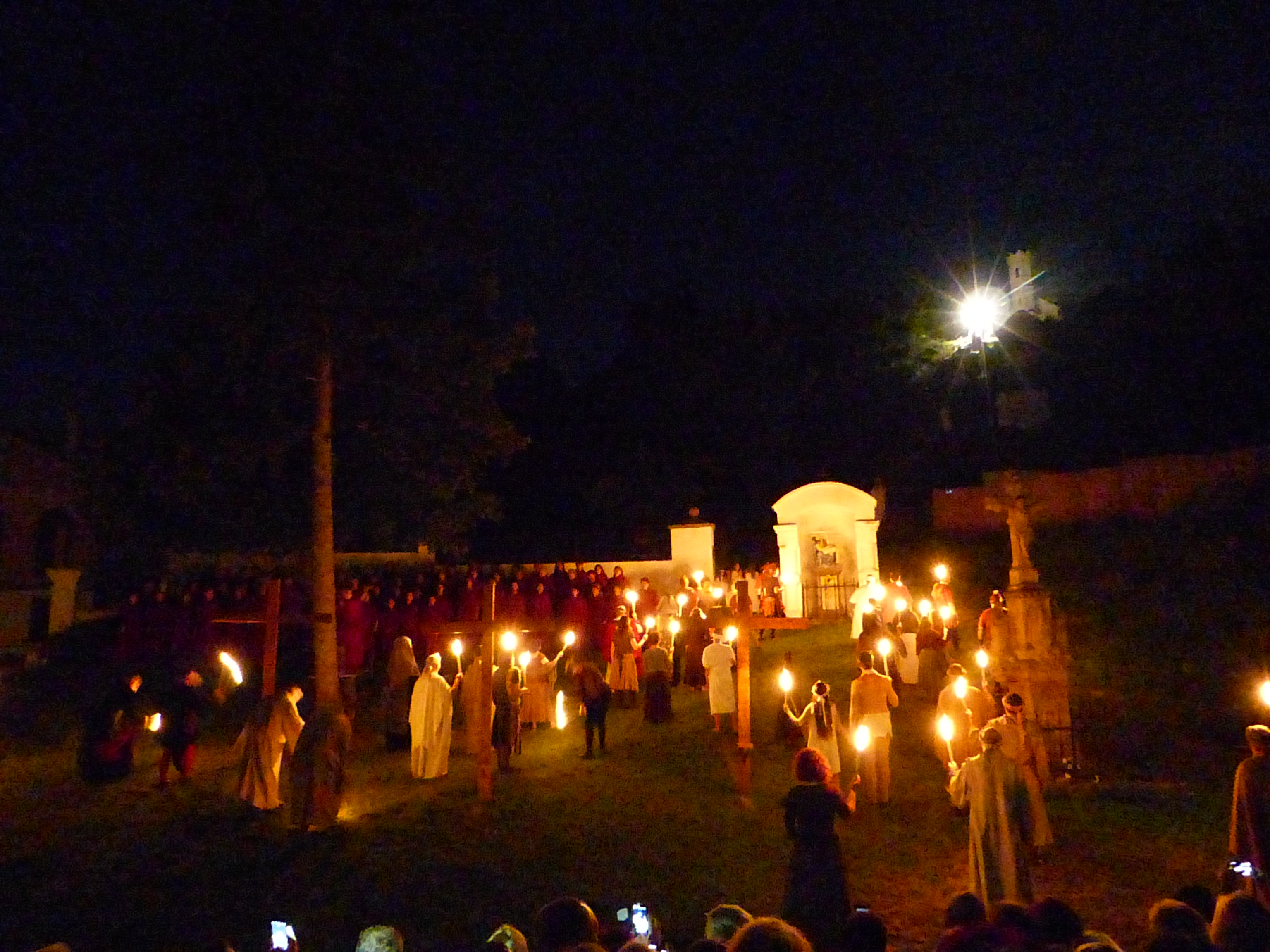
Jézus mennybemenetele - Magyarpolányi Passió 2019

Az 1990-es évek elejétől van passiójáték Magyarpolányban. A 2019-es passiót Pataki András rendezte, Jézus kivételével valamennyi szerepet magyarpolányiak játsszák.

## Interaktív média
Johann Sebastian Bach Máté passió (magyarul)

## Jellemzők
- Nemzeti motívumok és hangulatok - A passió zenében gyakran megtalálhatók a helyi népzenei motívumok és hangulatok, amelyek a magyar kulturális örökség részét képezik. Ezek a motívumok gazdagítják és egyedi színt visznek a passiózene világába.

- Színpadias előadásmód - A passió zenében gyakran előfordul, hogy a zenei művet színpadra állítják, és színpadi előadásmódban mutatják be. Ezáltal a zene és a vizuális elemek összhangban kerülnek, és még mélyebb élményt nyújtanak a hallgatóknak.

- Vallási hagyományok és szertartások inspirálta zene -  A passió zene gyakran táplálkozik a vallási hagyományokból és szertartásokból, és megpróbálja átadni ezeket az érzéseket és mélységeket a zenei kifejezőeszközökön keresztül.

- Modern megközelítések és reinterpretációk - Bár a passió zenének mély gyökerei vannak a hagyományos stílusokban, sok kortárs zeneszerző és előadó kísérletezik modern megközelítésekkel és reinterpretációkkal, hogy friss és innovatív hangzást hozzanak létre a passió zene műfajában.

- Érzelmi mélység és spiritualitás - A passió zene gyakran gazdag érzelmi mélységet és spiritualitást közvetít, és képes mélyen megérinteni és inspirálni a hallgatókat a vallási és spirituális témák mélyebb megértésére.

## Ismertebb passiók
- Johann Sebastian Bach: Máté-passió - J.S. Bach passióművei közül talán a legismertebb. A Matthäus-passióban Bach a Szent Máté evangéliumát állítja zenei formába, és rendkívüli zenei és vallási mélységgel ábrázolja Krisztus szenvedését és kereszthalálát.

- Kodály: Jézus és a kufárok - Kodály Zoltán eposzi hangvételű műve, amely a bibliai történetekből inspirálódik, köztük Krisztus szenvedéstörténetéből.

- Liszt: Via Crucis - Liszt Ferenc kórusműve, amely a keresztút stációinak zenés megidézésére összpontosít. Liszt a keresztény vallás szimbólumait és motívumait dolgozza fel ebben a művében.

- Haydn: A hét utolsó szava - Joseph Haydn passióműve, amely a hét keresztrefeszítés utolsó szavát állítja zenébe.

- Bartók: Két egytételes mise - Bár nem hagyományos értelemben passiózene, Bartók Béla miseműveiben erős vallási és spirituális hangulatot lehet találni.

- Dohnányi: Szent Erzsébet-passió - Ernő Dohnányi magyar zeneszerző Szent Erzsébet életét és legendáját dolgozta fel ebben a passióművében. A mű gazdag hangzásvilággal és lírai megközelítéssel ábrázolja a szent életútját.

- Liszt: Missa Solemnis (Gran) és Missa Choralis - Liszt Ferenc két kórusműve is a vallási témákat dolgozza fel. A Missa Solemnis (Gran) és a Missa Choralis Liszt vallási hitének és zenei zsenialitásának kifejező formái.

- Szokolay: Passió - Szokolay Sándor magyar zeneszerző Passió című műve különleges helyet foglal el a magyar passió zenében. Az alkotásban Szokolay a hagyományos és modern zenei elemeket egyesíti, hogy lenyűgöző hangzást hozzon létre.

- Gyöngyösi: Stabat Mater - Gyöngyösi Levente magyar zeneszerző Stabat Mater című műve az anya fájdalmát és szenvedését mutatja be Jézus kereszthalála közben. A mű erős érzelmi hatású és mély spirituális tartalommal rendelkezik.

- Kurtag: Jelek, játékok és üzenetek - György Kurtág Jelek, játékok és üzenetek című műve zenei és vallási motívumokat ötvöz, miközben a modern zenei kifejezésmódokat is felhasználja a passió témáinak ábrázolására.

- Handel: Messiah - Georg Friedrich Händel Messiah című műve az egyik legismertebb passiózenei alkotás. A mű tartalmazza Krisztus születését, szenvedését és feltámadását bemutató részeket.

- Mendelssohn: St. Paul Oratorio - Felix Mendelssohn St. Paul Oratorio című műve egy bibliai témájú oratórium, amely a Szent Pál apostol életét és munkásságát dolgozza fel.

- Verdi: Requiem - Giuseppe Verdi Requiemje bár nem passiózene, de mélyen vallási és spirituális tartalmakkal rendelkezik. A mű az egyik legismertebb és legnagyszerűbb vallásos zenei alkotás.

- Pärt: Passio - Arvo Pärt Passio című műve modern megközelítést képvisel a passiózene terén. A műben Pärt minimalista stílusa és mély spirituális tartalmai egyesülnek.

- Britten: War Requiem - Benjamin Britten War Requiemje nemcsak a háború áldozatainak emlékére készült, hanem mélyen vallási és spirituális üzeneteket is hordoz.